# Acanthocyclops hypogeus
Acanthocyclops hypogeus е вид челюстнокрако от семейство Cyclopidae. Видът е уязвим и сериозно застрашен от изчезване.

## Разпространение
Разпространен е в Словения.